# Daniele Verde
Daniele Verde (* 20. Juni 1996 in Neapel) ist ein italienischer Fußballspieler. Der Stürmer steht aktuell bei der US Salernitana unter Vertrag.

## Karriere
Verde kam 2010 in die Jugendakademie der AS Rom und durchlief diese bis 2015. Im selben Jahr wurde er zum ersten Mal in der Serie A eingesetzt, nachdem er 2014 zuvor bereits mehrere Male im Kader der Giallorossi stand. Am 17. Januar 2015 wurde er beim 1:1 gegen die US Palermo eingewechselt. Im Laufe der Saison 2014/15, die die Roma als Zweiter abschloss, kam Verde in sechs weiteren Partien zum Einsatz.
Zur Spielzeit 2015/16 wurde Verde an den Aufsteiger Frosinone Calcio verliehen, kam bis Ende des Jahres jedoch nur zu sechs Einsätzen, woraufhin man am 5. Januar 2016 das Leihgeschäft beendete. Am 8. Januar wurde er allerdings wieder verliehen, diesmal an den Zweitligisten Delfino Pescara 1936, für den er in der Rückrunde der Zweitligasaison 2015/16 auflief. In der Spielzeit 2016/17 war er an die US Avellino 1912 verliehen. Im Sommer 2017 folgte eine Leihe zum Serie-A-Aufsteiger Hellas Verona. Danach folgte eine Leihe nach Spanien zu Real Valladolid.
Im Jahr 2019 unterschrieb Verde einen Dreijahresvertrag in Griechenland bei AEK Athen, wechselte aber bereits nach einem Jahr zurück nach Italien und schloss sich Spezia Calcio an. Im Sommer 2024 wechselte er ligaintern per Leihe zur US Salernitana.
Von 2014 bis 2018 lief Verde zudem für verschiedene Juniorenauswahlen Italiens auf.